# Dolichopus violacea
Dolichopus violacea är en tvåvingeart som först beskrevs av Charles Howard Curran 1926.  Dolichopus violacea ingår i släktet Dolichopus och familjen styltflugor. Inga underarter finns listade i Catalogue of Life.